# Hrvatski malonogometni kup 2001./02.
Hrvatski malonogometni kup za sezonu 2001./02. je drugi put zaredom osvojio "Split Gašperov".

## Rezultati

### Šesnaestina završnice
| klub1                            | rez            | klub2                      |
| Skupina Sjever                   | Skupina Sjever | Skupina Sjever             |
| -------------------------------- | -------------- | -------------------------- |
| Bonita                           | 5:4            | Glama Brijeg Zagreb        |
| Kastav                           | 1:3            | Orkan Zagreb               |
| Auto Lončar Varaždin             | 0:3            | Uspinjača Segafredo Zagreb |
| Albona Labin                     | 4:6            | Petrinjčica (Petrinja)     |
| Telekom Zagreb                   | 5:6            | Sokoli Samobor             |
| Šilo Osijek                      | 2:4            | Petar RKM Zagreb           |
| Lika Šport Gospić                | 4:5            | Novi Marof                 |
| Virovitica                       | 6:4            | Osijek                     |
|                                  |                |                            |
| Skupina Jug                      |                |                            |
| Tin                              | 12:11          | Kaštela                    |
| Dubrava                          | 0:3            | Croatia Perković           |
| Polet Zablaće (Šibenik)          | 6:5            | Split Ship Management      |
| Staševica                        | 0:3            | Porto Tolero Ploče         |
| Solin                            | 1:2            | Elektroprijenos Split      |
| Danilo                           | 0:3            | Torcida Split              |
| Split Gašperov, Square Dubrovnik | slobodni       | slobodni                   |

### Osmina završnice
| klub1                      | rez            | klub2                   |
| Skupina Sjever             | Skupina Sjever | Skupina Sjever          |
| -------------------------- | -------------- | ----------------------- |
| Orkan Zagreb               | 16:2           | Bonita                  |
| Uspinjača Segafredo Zagreb | 7:4            | Virovitica              |
| Petrinjčica (Petrinja)     | 4:6            | Novi Marof              |
| Sokoli Samobor             | 0:2            | Petar RKM Zagreb        |
|                            |                |                         |
| Skupina Jug                |                |                         |
| Split Gašperov             | 5:4            | Tin                     |
| Square Dubrovnik           | 3:0            | Polet Zablaće (Šibenik) |
| Croatia Perković           | 8:6            | Torcida Split           |
| Porto Tolero Ploče         | 4:3            | Elektroprijenos Split   |

### Četvrtzavršnica
| klub1              | rez                | klub2                      |
| Skupina Sjever     | Skupina Sjever     | Skupina Sjever             |
| ------------------ | ------------------ | -------------------------- |
| Novi Marof         | 6:2, 2:7           | Orkan Zagreb               |
| Petar RKM Zagreb   | 1:1, 1:1 (3:4 pen) | Uspinjača Segafredo Zagreb |
|                    |                    |                            |
| Skupina Jug        |                    |                            |
| Porto Tolero Ploče | 3:5, 3:6           | Split Gašperov             |
| Croatia Perković   | 1:1, 4:3           | Square Dubrovnik           |

### Završni turnir
Igrano u Zagrebu 15. i 16. svibnja 2002. godine.
| klub1                      | rez           | klub2               |
| poluzavršnica              | poluzavršnica | poluzavršnica       |
| -------------------------- | ------------- | ------------------- |
| Uspinjača Segafredo Zagreb | 2:4           | Split Gašperov      |
| Croatia Perković           | 4:2           | Promet Orkan Zagreb |
|                            |               |                     |
| za treće mjesto            |               |                     |
| Uspinjača Segafredo Zagreb | 3:1           | Promet Orkan Zagreb |
|                            |               |                     |
| za pobjednika              |               |                     |
| Split Gašperov             | 1:1 (3:2 pen) | Croatia Perković    |